# Plateau Blake

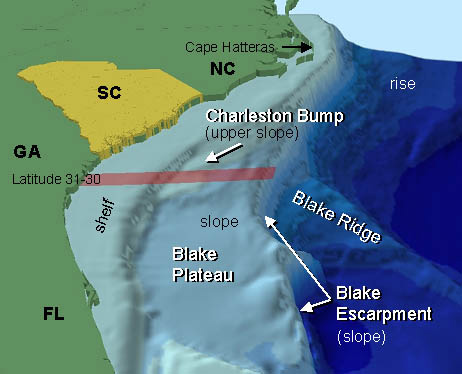
El Plateau Blake (National Oceanic and Atmospheric Administration)

La Plateau Blake (lit., 'meseta de Blake' en español) es una meseta oceánica situada en el oeste de océano Atlántico frente a las costas del sudeste de los Estados Unidos, de Carolina del Norte, Carolina del Sur, Georgia y Florida. El Plateau Blake se encuentra entre la plataforma continental de América del Norte y la cuenca oceánica profunda. Se extiende unos 145 kilómetros del este al oeste y 170 kilómetros del norte al sur. Con una profundidad de unos 500 metros, en la zona más próxima a la costa alcanza unos 1000 metros, a unos 375 kilómetros de la costa, donde la escarpa de Blake cae abruptamente hacia la profundidad de la cuenca. El Plateau Blake, asociada al Blake Ridge y a la cuenca Blake llevan el nombre del barco de vapor USC&GS George S. Blake de la U.S. National Geodetic Survey, en servicio entre 1874 y 1905, que utilizó por primera vez cable de acero para operaciones oceanográficas y fue pionero en la exploración del océano profundo y de la corriente del Golfo. El trazado topográfico del barco George S. Blake definió por primera vez la meseta que ahora lleva su nombre.

## Historia
En julio de 1880, el George S. Blake, bajo el mando del comandante John R. Bartlett, estaba trabajando con un equipo de sondeo diseñado por el teniente comandante Sigsbee en cooperación con Alexander Agassiz, recolectando muestras biológicas y examinando la corriente del Golfo que corre hacia el este desde vabo Romain cuando, al tomar sondeos frecuentes hacia el este, «las profundidades en esta línea eran inesperadamente pequeñas, el eje de la corriente del Golfo se cruzó antes de que se encontrara una profundidad de trescientos brazas [549 m]» con un fondo de «coral duro» y poca vida Esta fue una indicación temprana de la meseta que en el futuro llevaría el nombre del barco. En 1882, el comandante Bartlett describió la meseta:

En lugar de un canal profundo en el curso del arroyo, según lo informado por los tenientes Maffit y Craven, y publicado en los informes de la encuesta de la costa, nuestros sondeos posteriores muestran una meseta extensa y casi nivelada, que se extiende desde un punto hacia el este de Little Bahama Banks a cabo Hatteras, frente a cabo Cañaveral de casi 200 millas de ancho, y gradualmente se contrae en ancho hacia el norte hasta llegar a Hatteras, donde la profundidad es de más de 1000 brazas a treinta millas de la costa. Esta meseta tiene una profundidad general de 400 brazas, cayendo repentinamente en su borde oriental a más de 2000 brazas.

Bartlett informó sobre el efecto barrido de la corriente en la meseta, señalando el efecto a cada lado de la corriente sobre el cilindro de sondeo, un dispositivo para recoger muestras de la naturaleza del fondo con el sondeo. Dentro de la corriente, el «fondo estaba casi desnudo», y las partículas eran pedazos pequeños y rotos de roca de coral y estaban tan duros que el filo del cilindro de latón estaba doblado.

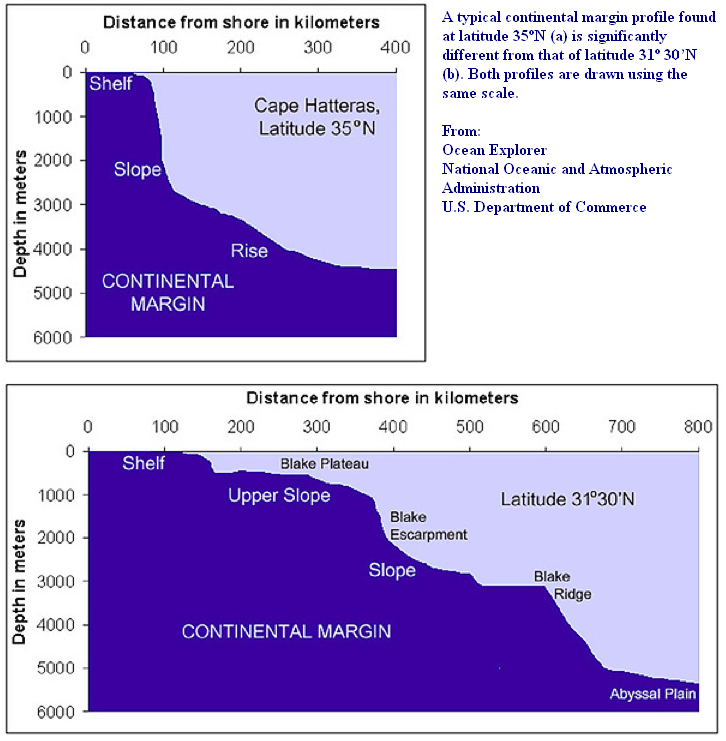
Un perfil del talud continental típico encontrado en la latitud 35°N (a) es significativamente diferente del de latitud 31°30′N (b). Ambos perfiles se dibujan usando la misma escala. (Administración Nacional Oceánica y Atmosférica, Ocean Explorer)

## Características

### Geología
Debido a las características inusuales de la meseta, particularmente el barrido por la corriente de Florida y la corriente de las Antillas que se fusionan sobre la meseta para formar la corriente del Golfo, los depósitos minerales, particularmente los nódulos de manganeso, han sido de interés desde hace mucho tiempo. El metano y otros hidratos de gas también se encuentran en la meseta.

### Biología
La Plateau Blake, aunque se describe como una «llanura sombría y barrida por la corriente», tiene comunidades biológicas, incluidos los arrecifes de Lophelia pertusa que apoyan a las comunidades, así como a las comunidades que reciben hidratos de gas. Los pescadores comerciales han comenzado a explotar peces de aguas profundas en la meseta con estudios sobre la viabilidad ya que estos peces, aunque grandes, crecen lentamente. Extraer muestras biológicas del fondo duro y profundo es difícil bajo la corriente del Golfo con la consecuencia de que la fauna es relativamente poco conocida.